# Torres Torres
Torres Torres è un comune spagnolo di 443 abitanti situato nella comunità autonoma Valenciana.